# Louise
Louise er et pigenavn, der er afledt af det franske drengenavn Louis (som svarer til det tyske/gotiske Ludvig). 
Navnet findes i en række former:
- Louisa, Louiza, Lovisa, Lovise, Luisa, Luise
- Viki (tysk)
- Ludovica, Ludovika, Ludvikka, Ludwiga (tysk og italiensk)
- Luigia (italiensk)
- Ludvidsine (dansk)

Navnedag er den 11. august.

## Kendte personer med navnet

### Kongelige personer
- Louise af Mecklenburg, Frederik 4.'s dronning.
- Prinsesse Louise (datter af Christian 6.)
- Louise af Storbritannien, Frederik 5.'s dronning.
- Prinsesse Louise (datter af Frederik 5.)
- Louise af Hessen, Christian 9.'s dronning.
- Louise af Sverige-Norge, Frederik 8.'s dronning.
- Prinsesse Louise (datter af Frederik 8.)

### Andre kendte personer
- Rikke Louise Andersson, dansk skuespiller.
- Louise Bager Due, dansk håndboldspiller.
- Louise Fletcher, amerikansk skuespiller.
- Louise Frevert, dansk danser og folketingsmedlem.
- Louise Fribo, dansk sanger.
- Louise Gade, dansk politiker.
- Greta Lovisa Gustafson, svensk skuespiller.
- Anne Louise Hassing, dansk skuespiller.
- Johanne Luise Heiberg, dansk skuespiller.
- Luise Charlotte Helmuth, dansk barneskuespiller (kendt som Pusle Helmuth).
- Louise Hoffsten, svensk sanger.
- Selma Ottilia Lovisa Lagerlöf, svensk forfatter.
- Louise Mieritz, dansk skuespiller.
- Louise Mortensen, dansk håndboldspiller.
- Louise Pedersen, dansk håndboldspiller.
- Louise Christine Rasmussen (grevinde Danner), Frederik 7.'s 3. hustru.
- Louise Wolff, dansk tv-vært.

## Navnet anvendt i fiktion
- Thelma og Louise er en film fra 1991 instrueret af Ridley Scott.
- Frihed, lighed og Louise er en dansk film fra 1944 instrueret af Lau Lauritzen jun.
- Louise er en opera af Gustave Charpentier fra 1900.
- Luisa Miller er en opera af Giuseppe Verdi fra 1849.
- "Louise siger" er en sang af Jens Unmack fra 2007.
- "Louise Louisa" er et nummer på Mew and the Glass Handed Kites af gruppen Mew (2005).
- "Louise" er en melodi med Human League fra 1984.
- "Hvorfor går Louise til bal" er en sang med Bamses Venner fra 1981, skrevet af Nis P. Jørgensen.
- "Åh, Louise" er en sang fra 1946 sunget af Max Hansen (dansk tekst: Viggo Barfoed, Musik: Ralph Benatzky).

## Andre anvendelser
- Lake Louise er en sø i Canada.